# Banque nationale de réserve des Tonga
La Banque nationale de réserve des Tonga (en anglais : National Reserve Bank of Tonga, NRBT) est la banque centrale du royaume des Tonga.